# DB série 420
La Baureihe 420 est une série d'automotrices électriques légères de banlieue développée pour les réseaux de S-Bahn en Allemagne ; elle a été commandée à l'origine par la Deutsche Bundesbahn pour les réseaux de Munich, Stuttgart et Francfort.
Chaque rame est composée de trois caisses, toutes motorisées ; les caisses d'extrémités portent le numéro de série 420 et mesurent 23,3 m, la caisse centrale porte le numéro 421 et mesure 20,8 m.
Elle dispose de 194 sièges en seconde classe, 17 ou 33 en première classe, selon les sous-séries. La distance entre pivot de bogies est de 16,5 m pour les caisses d'extrémité et 14 m pour la caisse centrale.
Elle fonctionne sous 15 kV, 16,7 Hz. La vitesse maximale de 120 km/h est atteinte en 40 secondes. Elle dispose d'une accélération de 0,9 m/s² et le freinage atteint -0,9 m/s² en freinage de service, -0,95 m/s² en freinage d'urgence.
La charge à l'essieu varie de 15 à 24 tonnes selon les sous-séries, pour une charge totale variant de 129 à 138 tonnes.

## Histoire
Elle a été construite à partir de 1971 en plusieurs sous-séries, avec plus tard un changement de construction de l'acier pour l'aluminium, rendant les caisses plus légères et aptes à transporter une charge utile plus élevée.
Elle a été largement remplacée dans les villes cités plus haut par son successeur, la série 423, mais certaines rames ont été expédiées à Stockholm et d'autres ont été transférées au réseau de S-Bahn Rhin-Ruhr. En Suède, les quinze rames ont reçu la désignation X420, et desservent le réseau de banlieue de Stockholm, de 2001 jusqu'à l'arrivée des nouvelles X60 en 2006-2008.

## Services actuels

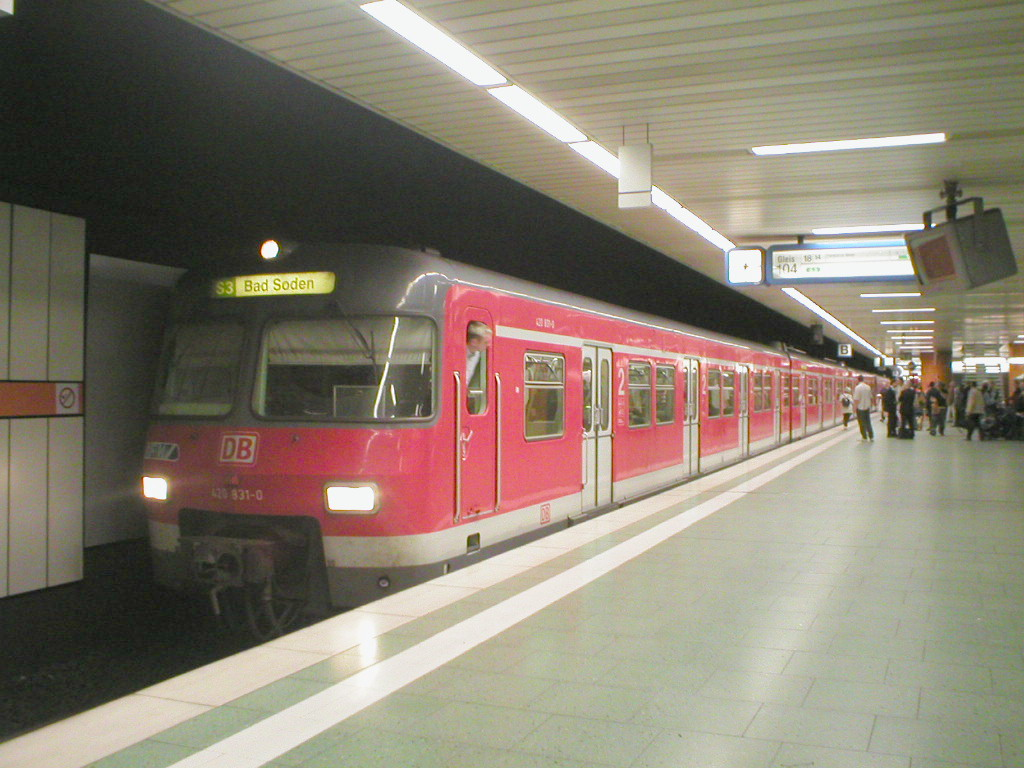
Une rame de la série 420 à Frankfurt Hauptbahnhof

Dans la région Rhin-Main, beaucoup de rames de la série 420 sont encore en service, en particulier sur les lignes S7, S8 et S9 du S-Bahn Rhin-Main. Aujourd'hui, tous les trains de cette série ont revêtu la livrée habituelle de la DB « rouge trafic » (verkehrsrot).
La rame 420-001 sera préservée au musée des transports de Nuremberg.
Deux rames 420/421 de Stuttgart ont été reconstruites par le projet ET 420 Plus, avec l'ajout de la climatisation et des écrans pour l'information des voyageurs, parmi d'autres équipements. Le but de ce projet est de montrer une alternative moins chère que la commande de nouveaux trains tout en gardant un parc de S-Bahn moderne. Néanmoins, comme le nouveau contrat à long terme avec la Région de Stuttgart prévoit l'acquisition de 83 nouvelles automotrices de la série 430, toutes les rames 420 sont retirées du service à Stuttgart depuis mai 2015 après d'être tous remplacé par les trains de la série 430 depuis août 2014.